# Handvest van Amiens
Het Handvest van Amiens (Frans: Charte d'Amiens), soms ook de 'ongeacht-clausule' genoemd, was een clausule in de reglementen van de vakbond Confédération Générale du Travail (CGT) in Frankrijk. Het document vormde een sleuteltekst voor het revolutionaire syndicalisme en bepleit de noodzaak voor het behoud van onafhankelijkheid van de vakbond t.o.v. politieke partijen.
Het Handvest werd op het 9de congres in Amiens in Frankrijk aangenomen in oktober 1906, vandaar de naamverwijzing. De CGT werd op dat moment gedomineerd door anarcho-syndicalisten. Zij wensten de transformatie van het sociaal-economisch systeem dat aangevoerd zou worden door de arbeidersbonden, dit in tegenstelling tot de parlementaire weg van de gematigde hervormingen. De motie voor het Handvest van Amiens werd opgesteld door Victor Griffuelhes, voorzittend secretaris van de CGT en Émile Pouget. Op het congres waren 839 deelnemers aanwezig en het werd bijna unaniem aangenomen. Slechts acht deelnemers stemden ‘tegen’ en één deelnemer onthield diens stem. Daarmee betekende dit een grote overwinning voor de revolutionair-syndicalistische vleugel binnen de CGT.

## Doelstelling
Het Handvest van Amiens had twee doelstellingen voor de arbeidersbeweging: de “verdediging van directe en actuele eisen” en de “strijd voor een wereldwijde transformatie van de samenleving compleet onafhankelijk van politieke partijen en de staat.” Met dit handvest erkende de CGT expliciet de klassenstrijd. Directe doelen waren onder andere het terugbrengen van de werktijden (de achturige werkdag) en hogere lonen. Maar doel op de lange termijn was niets minder dan de “onteigening van de kapitalisten” door middel van een algemene staking. Het zag de vakbond als de toekomstige kracht voor de productie en distributie (verdeling) en als basis voor de sociale reorganisatie van de samenleving – een centrale opvatting binnen de syndicalistische beweging.
Gezien het feit dat alle werkers onderworpen worden aan dezelfde uitbuiting en vervreemding – zowel materieel als mentaal – stelde het handvest dat het de plicht van iedere arbeider was, om lid te zijn van de vakbond. Hierop volgde de verklaring dat de leden hun complete vrijheid hebben om zelf de vorm van politieke strijd te kiezen die hen past (en daarom eveneens lidmaatschap van welke politieke partij dan ook). In ruil daarvoor verlangde het handvest van de leden dat hun opvattingen buiten de bond niet binnen de bond zouden introduceren.

## Nalatenschap
Het Handvest van Amiens was de hoeksteen van de vakbondsbeweging in Frankrijk geworden en moest de onafhankelijkheid van politieke partijen garanderen. Na de Tweede Wereldoorlog kwam hier echter een einde aan met de oprichting van de sociaaldemocratische Force Ouvrière (FO), welke dicht bij de Franse sectie van de  Arbeidersinternationale (SFIO) stond en daarna bij de Parti Socialiste (PS). De CGT onderhield daarna onofficieel contacten met de Parti Communiste Français (PCF). De CGT, FO de Union Nationale des Syndicats Autonomes (UNSA), de Union Syndicale Solidaires, de Confédération Nationale du Travail (CNT) de FGAAC en de Fédération Syndicale Unitaire zien zich allemaal als erfgenaam van het Handvest van Amiens. De Franse CNT (lid van de Internationale Arbeidersassociatie), welke in 1922 werd opgericht, is de enige het handvest verwerpt. De CNT stelt dat het door te verklaren dat er een autonomie bestaat van de vakbonden ten opzichte van de politieke partijen, de vakbonden onderwerpt aan de partijen. Het stelt dat de strijd van de vakbonden economisch is, niet politiek. De CNT-AIT, stelt echter dat de strijd voor de bevrijding zowel economisch als politiek is. Hieruit ontstaat het anarcho-syndicalistische bewustzijn dat de strijd van de revolutionaire vakbonden ook het opheffen van het burgerlijke parlementaire stelsel moet zijn om daarvoor in de plaats een egalitair zelfbestuur in de plaats te stellen. Daaruit vloeit ook de anarcho-communistische conclusie voort, dat de vakbond niet de toekomstige cel voor de maatschappelijke organisatie moet vormen. Volgens de CNT moet, met de omverwerping van het kapitalisme, de vakbond worden opgeheven om te voorkomen dat deze een organisatie wordt die wederom de controle over de samenleving zal hebben.